# Чорноісточинськ
Чорноісто́чинськ (рос. Черноисточинск) — селище у складі Горноуральського міського округу Свердловської області.
Населення — 3814 осіб (2010, 3707 у 2002).
До 12 жовтня 2004 року селище мало статус селища міського типу.